# Гаккебуш, Любовь Михайловна
Любо́вь Миха́йловна Гаккебуш (14 [26] сентября 1888, Немиров — 28 мая 1947, Киев) — украинская советская театральная актриса, педагог и переводчик. Народная артистка Украинской ССР (1943). Сестра Михаила и Валентина Гаккебушей, мать Валерия Гаккебуша.

## Биография
Родилась 14 (26) сентября 1888 года в дворянской семье. Училась в Институте благородных девиц в Киеве, на Московских Высших женских курсах и в студии Камерного театра в Москве. 
На профессиональной сцене — с 1917 года; сценическую деятельность начала в Украинском национальном театре (1917-1918), затем в Первом театре УССР имени Шевченко в Киеве (1919—1921), во Втором театре УССР имени Франко в Виннице (1921—1922). Играла в театре Леся Курбаса «Березиль» в 1922—1926 годах до переезда в Харьков. 
В 1926—1928 годах работала в Одесском украинском музыкально-драматическом театре имени Октябрьской революции , в 1928—1933 — в Харьковском Краснозаводском театре, после его перевода в Сталино (Донецк) работала в Донецком театре (1933—1938).
В 1938—1941 годах вновь выступала в Одесском театре имени Октябрьской революции. 
Во время войны примкнула к труппе Харьковского украинского театра имени Шевченко в эвакуации (1941—1944). Член КПСС с 1943 года.
После 1944 года поселилась в Киеве и сосредоточилась на переводческой деятельности в Киевском театральном институте.
Умерла 28 мая 1947 года в Киеве.

## Репертуар
Наиболее ярко талант актрисы раскрылся в ролях классического репертуара: Иокаста («Царь Эдип» Софокла), леди Макбет («Макбет» Шекспира), фру Альвинг («Привидения» Ибсена), Гурмыжская («Лес» Островского), Йоргис («Северные богатыри» Ибсена), Васса («Васса Железнова» Горького), Нериса («Оргия» Леси Украинки). Исполняла роли и в пьесах современных драматургов: Любовь Яровая («Любовь Яровая» Тренёва), Клара («Страх» Афиногенова), Гильда («Песня о Свичке» Кочерги), Таланова («Нашествие» Леонова), Ярославна («Яблоневый плен» Днепровского).
Автор переводов на украинский язык Мольера, Горького («Мещане»), Тренёва, Афиногенова, Ромашова.